# WASP-12
WASP-12 är en gul dvärgstjärna på drygt 870 ljusårs avstånd i stjärnbilden Kusken. Dess massa och radie är snarlik solens.

## Exoplanet
En exoplanet upptäcktes 2008 kretsande kring stjärnan. Planeten har retrograd omloppsbana.
| Exoplanet | Massa i Jupitermassor | Omloppsperiod i dygn | Halv storaxel   | Excentricitet |
| --------- | --------------------- | -------------------- | --------------- | ------------- |
| b         | 1,41 ± 0,1            | 1,091423             | 0,0229 ± 0,0008 | 0,049 ± 0,015 |